# Christian Erbach
Christian Erbach (Gau-Algesheim, entre 1568/1573 – Augsburg, 14 de juny de 1635) fou un compositor i organista alemany.
Fou organista i membre del consell de la ciutat d'Augsburg, on residia. Les seves obres, entre les que hi figuren nombrosos motets a quatre, sis i vuit veus, impresos en la citada ciutat d'Augsburg des de 1600 fins 1611 i reproduïts en distintes col·leccions, l'ubiquen en lloc preeminent entre els músics alemanys dels seu temps.
Entre elles cal citar:
- Cantus musicus ad Ecclessiae catholicae usum (Augsburg, 1600)
- Cantionum sacrarum... liber secundus (Augsburg, 1603)
- Cantiones sacrae ad modum canzonette ut vocant (1603)
- Modorum sacrorum..lib 2 (1604)
- Cantionum sacrarum...liber 3 (1611)
- Acht geistl. eutsche Lieer.